# Кьянтивонг, Апакон
Апако́н Кьянтиво́нг, (титул — Кро́м Луа́нг Чумпхо́н Ке́т Удомса́к, принц Чумпхо́на третьего ранга), (RTGS: Phra Ong Chao Aphakon Kiantiwong, тайск. พระเจ้าบรมวงศ์เธอ พระองค์เจ้าอาภากรเกียรติวงศ์ กรมหลวงชุมพรเขตอุดมศักดิ์; 19 декабря 1880 года, Бангкок, Сиам — 19 мая 1923 года, Хат Сай Ри, Чумпхон, Сиам) — тайский адмирал, сын короля Сиама (Рамы V) Чулалонгкорна, известен как отец-основатель тайского Королевского флота.

## Биография
Его Королевское Высочество Принц Чумпхона (Кром Луанг Чумпхон Кет Удомсак) родился 19 декабря 1880 года в Большом дворце — двадцать восьмым ребенком Короля Чулалонгкорна. Его мать, Кром Монда Мод, была из неаристократической семьи Буннаг.
Принц имел родных (по матери) двух братьев. Это принц Маха Ваджиралонгкон (умер в младенчестве) и принц Чайя Шри Сурийотай.
В 1893 году, с успехом окончив школу «Пратумнак Гарден Суан Роуз» в Сиаме, принц отправился с отцом в своё первое путешествие в Европу. За время путешествия он показал хорошие навыки навигации и в 13 лет был оставлен отцом в Англии для продолжения учебы. Так он стал кадетом британской морской школы, а затем с 1896 года студентом Королевского военно-морского колледжа Британии, где он провёл ещё три года до возвращения домой по окончании образования.
13 июня 1900 года принц получил звание младшего лейтенанта и был назначен командовать сиамским кораблём под названием «Муратхарадисават».
Принц Апакон Кьянтивонг искал пути и способы развития и укрепления возможностей Королевского тайского флота, чтобы сделать его сильнее и совершеннее флотов других стран. Принц преданно и самоотверженно служил Королевскому флоту, за что в 1906 году был назначен на должность заместителя директора Департамента военно-морского флота.
На этом посту он основал школу морского машиностроения, военное училище при флоте и Королевскую военно-морскую академию. День создания академии — 20 ноября 1906 года, отмечается каждый год как «День военно-морского флота Таиланда»
Принц скорректировал программу обучения моряков, включив в неё наиболее важные по его мнению предметы для навигации в открытом море: астрономию, тригонометрию, алгебру, гидрографию, морскую геометрию. Многие предметы преподавал в академии лично.
После смерти отца, в 1911 году принц на время отошёл от дел флота и увлёкся традиционной медициной. Он изучал её по тайским учебникам и писал свои собственные книги. Убедив короля Вачиравуда в важности развития общественной медицины, принц добился открытия в королевстве первых бесплатных больниц и клиник.
В 1917 году Королевство Сиам вступило в Первую мировую войну. В королевских ВМС возник кризис руководства. По личной просьбе короля Вачиравуда принц Апакон вернулся на службу в морское ведомство. В 1918 году, получив звание адмирала принц был назначен на должность начальника военно-морских операций.
В 1919 году он получил мандат специального комиссара по закупке кораблей в Европе. По его указанию был приобретён флагман тайского флота, эсминец получивший название — «Луанг Пра Рюанг». Навигация по морям и все военно-морские операции согласовывались с руководством Королевского военно-морского флота Великобритании, представители которого самостоятельно приезжали в Бангкок.
В 1920 году адмирал принц Апакон Кьянтивонг был назначен командующим (министром) тайского Королевского флота.
В 1922 году, он определил стратегически важное место под строительство главной военно-морской базы Королевства. Им стала бухта Саттахип, расположенная в 40 километрах южнее Паттайи. Саттахип представляет из себя большой залив. Его глубина идеально подходит для базирования торпедных кораблей. Рядом находится небольшой остров. Ветра здесь достаточно сильны. Кроме того, когда транзитные суда проходят вдоль залива, они не могут видеть базу.

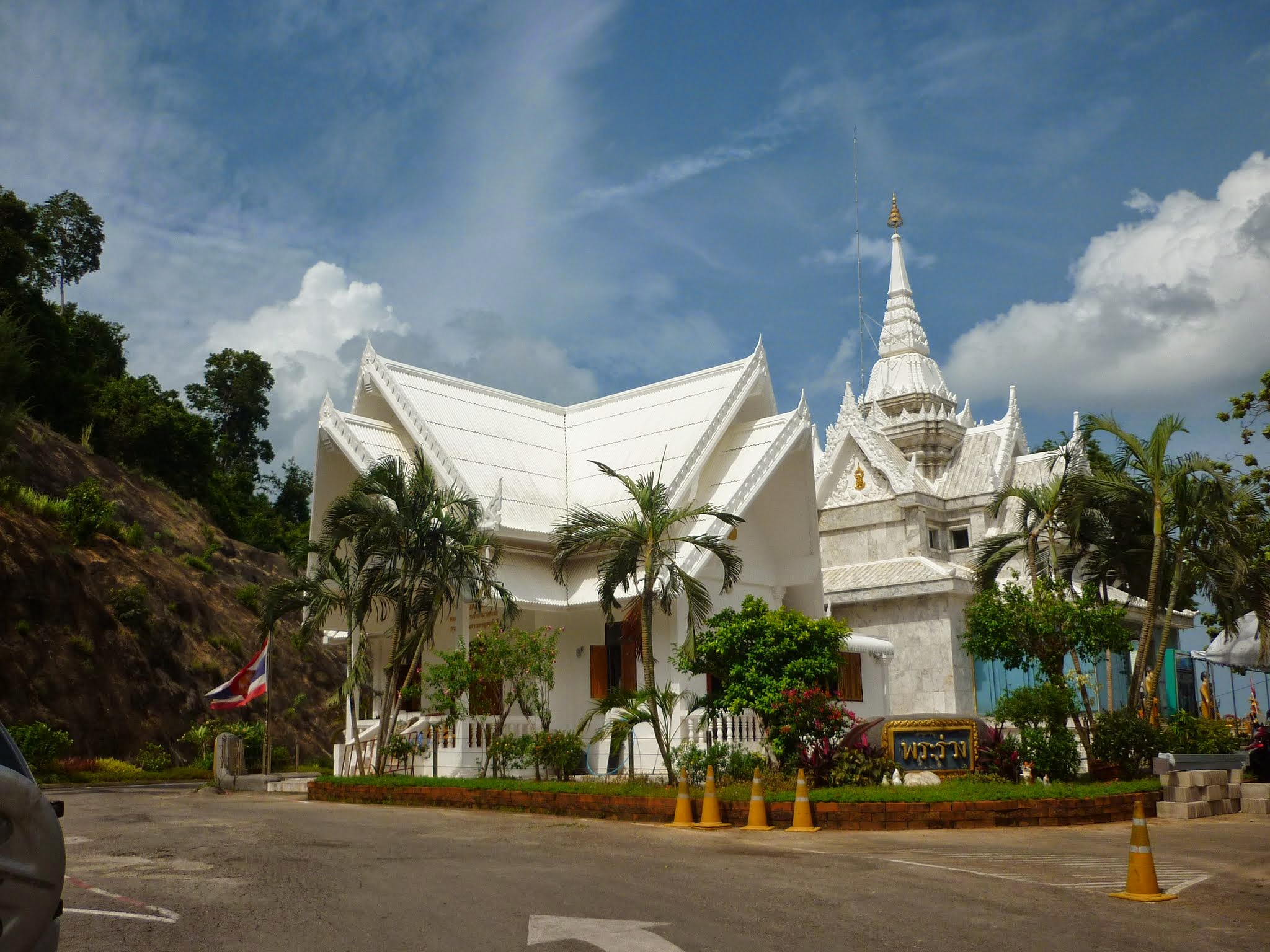
Храм-усыпальница адмирала в его резиденции Хат Сай Ри

В 1923 году адмирал Кьянтивонг вышел в отставку в связи с хронической болезнью и убыл на свою вотчину в резиденцию Хат Сай Ри в провинцию Чумпхон. Утром, 19 мая 1923 года, во время дождя, у принца возникли осложнения связанные с гриппом. В 11 часов 40 минут по местному времени он умер.
Каждый год в военно-морских силах Таиланда отмечается 19 мая, как день памяти адмирала.
Адмирал Апакон Кьянтивонг стал первым тайским принцем задействованным в тайском Королевском флоте и первым тайским офицером, который развивал его организацию и вывел тайский флот на один уровень с западными военным флотами.

## Увлечения
- принц Чумпхона был отличным боксером Муай-Тай. В царствование короля Вачиравуда он обучался тайскому боксу у известным мастеров: Хан Харна, Пакпаса Прасерта, Поонсакда и Кората.
- принц проявлял способность в изобразительном искусстве. В частности он написал картину буддийской истории на стене храма в устье тамаринд-канала в районе Ват Синг (место, где Будда нашел Панчаваджи). Эта работа сохранилась до настоящего времени и находится под охраной королевства.
- как поэт-песенник принц написал множество произведений, таких как: «Песня о прерии» (символ тайского флота), «Песня о мечах», «Гимн-риторика военно-морского флота».
- в дополнение к своей карьере в военно-морском флоте принц Чумпхона изучал медицину. Он особенно интересовался использованием фитотерапии при лечении своих пациентов. Как «Доктор Пон»[6] (его прозвище), он оказывал медицинскую помощь людям всех классов и рас. В 1915 году он написал «Книгу древних тайских медицинских учебников».
- принц был также хорошо известен в области сверхъестественных наук. Его репутация по магии была такой, что он считался одним из «108 божеств на небесах». Многие верующие провозглашают себя его «детьми» или последователями и молятся ему за исполнение своих желаний.

## Награды
- Орден Королевского дома Чакри;
- Орден Девяти камней;
- Орден Чула Чом Клао (рыцарь большой ленты);
- Орден Белого слона (рыцарь большого креста);
- Орден Рамы (II класса);
- Орден Святых Маврикия и Лазаря (кавалер большого креста);
- Орден Восходящего солнца (I класса);
- другие награды.

## Память

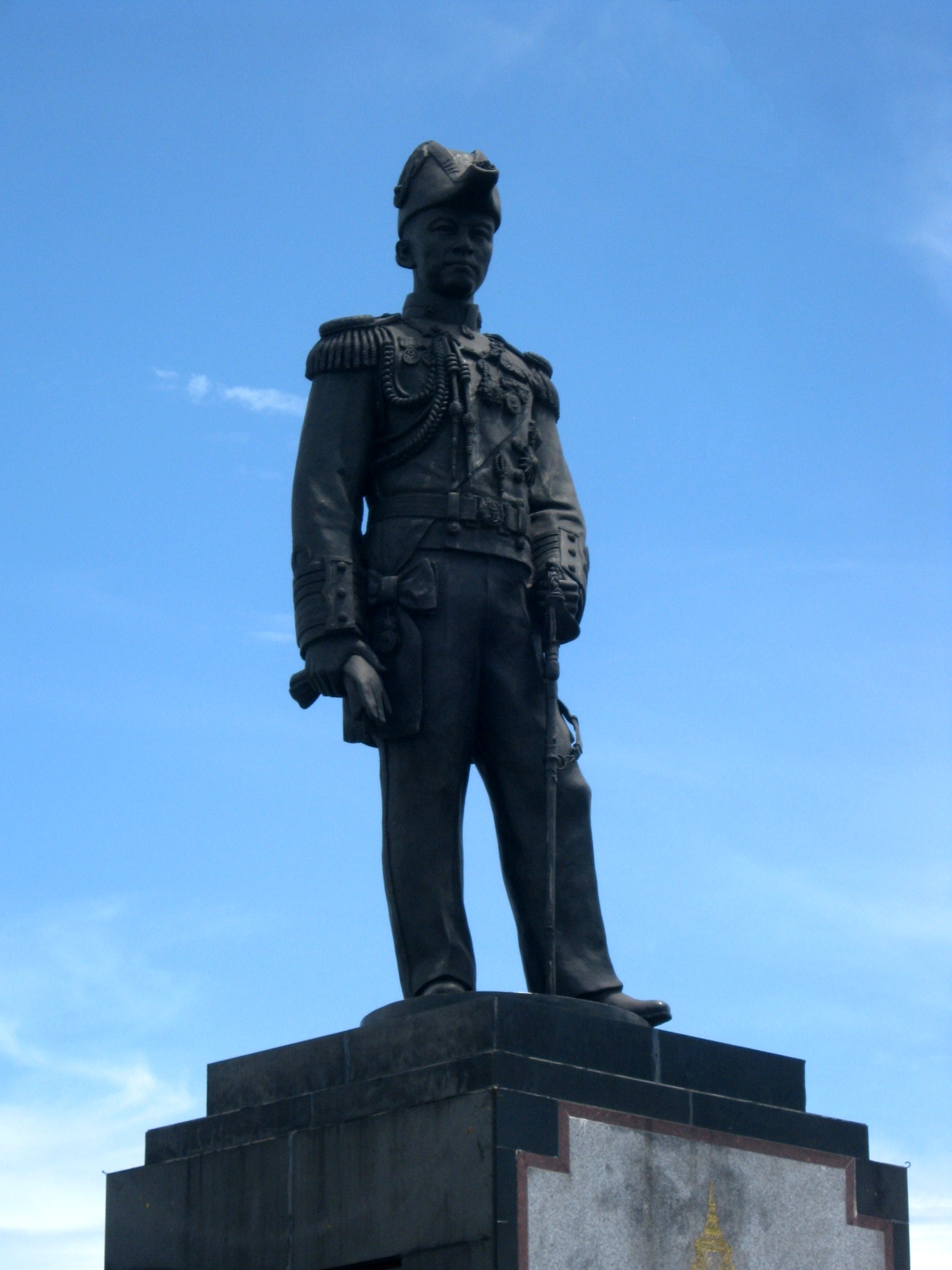
Памятник адмиралу Кьянтивонгу на холме Пратамнак в Паттайе

Адмирал Апакон Кьянтивонг — принц Чумпхона является особо почитаемой фигурой в Таиланде. Ему присвоено почётное имя — «Отец тайского флота». В его честь:
- названы площади и улицы во многих населённых пунктах Таиланда;
- сооружены монументы в Бангкоке, Чумпхоне, Паттайе, Сонгкхла, на Пхукете и других городах Таиланда. Всего их более двухсот;
- был назван боевой корабль ВМС Таиланда «Принц Чумпхона»[8] (длина — 68 м, ширина — 6,55 м.). Корабль был выведен из состава флота 26 ноября 1975 года. Установлен как памятник на пляже Сай Ри в провинции Чумпхон[9].